# Andrei Jewgenjewitsch Iwaschin
Andrei Jewgenjewitsch Iwaschin (russisch Андрей Евгеньевич Ивашин; * 30. Juni 1999 in Armawir) ist ein russischer Fußballspieler.

## Karriere

### Verein
Andrei Iwaschin begann seine Karriere beim FK Krasnodar. Zur Saison 2017/18 rückte er in den Kader der drittklassigen Zweitmannschaft Krasnodars. Für Krasnodar-2 kam er in jener Spielzeit zu sechs Einsätzen in der Perwenstwo PFL. Zu Saisonende stieg das Team in die Perwenstwo FNL auf. Sein Debüt in der zweithöchsten Spielklasse gab er im Juli 2018 gegen den FK Sibir Nowosibirsk.
In der Saison 2018/19 absolvierte der Außenverteidiger 30 Zweitligaspiele für Krasnodar-2, zudem kam er für die nun drittklassige Drittmannschaft ebenfalls viermal zum Einsatz. Im März 2020 stand Iwaschin gegen den FK Ufa erstmals im Kader der ersten Mannschaft Krasnodars. In der Saison 2019/20 absolvierte er 25 Zweitligapartien und eine für Krasnodar-3.

### Nationalmannschaft
Iwaschin spielte zwischen 2014 und 2015 für die russischen U-15- und U-16-Auswahlen.